# George Stephenson
George Stephenson (Wylam, 1781. június 9. – Derbyshire, 1848. augusztus 12.) angol mérnök, aki a gőzmozdonyos vontatás tökéletesítője. Gőzmozdonyának nyomtávja 1435 mm (4 láb 8½ hüvelyk) volt, ami a mai normál nyomtáv szabványa. A világ vasúthálózatainak több mint 60%-a ezt alkalmazza.

## Fiatalkora
1781. június 9-én egy szegény bányász második fiaként született Wylam városban. Apja bányában dolgozott, a vizet kiszivattyúzó gőzgépet kezelte, így a fiú útja is a mélybe vezetett, ahol hamar megismerkedett a gőzmasinával. Hamarosan kísérletezésbe kezdett, az 1815-ben konstruált biztonsági bányászlámpa után olyan gőzhajtású jármű tervezésébe fogott, amely az akkoriban feltalált, peremmel ellátott öntöttvas síneken teherszállításra is alkalmas.

## Munkássága
Első műve, az 1814-ben készült Blücher ugyan mai szemmel kezdetlegesnek tűnik, de ez volt az első olyan jármű, amely a Stephenson által úttörőként alkalmazott peremes kerekeinek köszönhetően a síneken maradt, és 4 kilométeres óránkénti sebességgel 30 tonnás terhet tudott elvontatni.

### A Stockton–Darlington-vasútvonal
1821-ben elfogadták a parlamenti törvényjavaslatot, amely lehetővé tette a Stockton és Darlington Vasút (S&DR) vállalat számára egy személyszállításra is alkalmas vasútvonal építését. A 40 kilométeres vasút összekötötte a Bishop Auckland melletti szénbányákat Stockton-on-Tees városával, útközben áthaladva Darlingtonon. Az eredeti terv az volt, hogy lovakat használnak szénnel teli kocsik húzására fém síneken, de miután Edward Pease igazgató találkozott Stephensonnal, beleegyezett a tervek megváltoztatásába. Stephenson 1821-ben felmérte a leendő vonalat, és tizennyolc éves fia, Robert segítségével az építkezés ugyanabban az évben megkezdődött.
Mivel gyártóra volt szükség a vonal mozdonyainak biztosításához, így Pease és Stephenson közösen alapítottak egy céget Newcastle-ben a mozdonyok gyártására. Ennek Robert Stephenson and Company lett a neve, és George fia lett az ügyvezető igazgató. A negyedik partner Michael Longridge, a Bedlingtoni Vasgyár tulajdonosa volt. 1825 szeptemberében a Newcastle-i Forth Streeten végzett munkálatok során befejezték az első mozdonyt a vasúthoz: az eredetileg Active néven emlegetett gépet aztán Locomotion No. 1 névre keresztelték, amelyet aztán a Hope, Diligence és Black Diamond követett. A Stockton–Darlington-vasútvonal 1825. szeptember 27-én nyitotta meg kapuit. Stephenson vezetésével a Locomotion két óra alatt 14 kilométert tett meg 80 tonnás, 38 kocsiból álló szerelvénnyel, amelyet a 600 utas mellett szénnel és liszttel is megraktak, és egyes szakaszokon elérte a 39 km/h sebességet. Az első, kifejezetten erre a célra gyártott személykocsit, az Experimentet csatolták a szerelvényhez és magas rangú méltóságokat szállítottak vele a nyitóút során. Ez volt az első alkalom, hogy gőzmozdonyt alkalmazó vasúton megindult az utasforgalom.
A vonalhoz használt sínek kovácsoltvasból készültek, John Birkinshaw gyártotta őket a Bedlingtoni Vasműben. A kovácsoltvas sínekből hosszabb darabokat tudtak előállítani, mint öntöttvasból, és kevésbé voltak hajlamosak a nehéz mozdonyok súlya alatt megrepedni vagy eltörni. William Losh, a Walker Ironworks munkatársa úgy gondolta, hogy megállapodása van Stephensonnal az öntöttvas sínek szállításáról, és Stephenson döntése miatt állandó viszály tört ki közöttük. A vonal nyomtávja, amelyet Stephenson választott a vonalhoz, 4 láb 8 és fél hüvelyk (1435 mm) volt. Ez nemcsak Nagy-Britanniában, de az egész világon szabványos vasúti nyomtávként terjedt el, és azóta normál nyomtávolságként ismert.

### A Liverpool–Manchester-vasútvonal

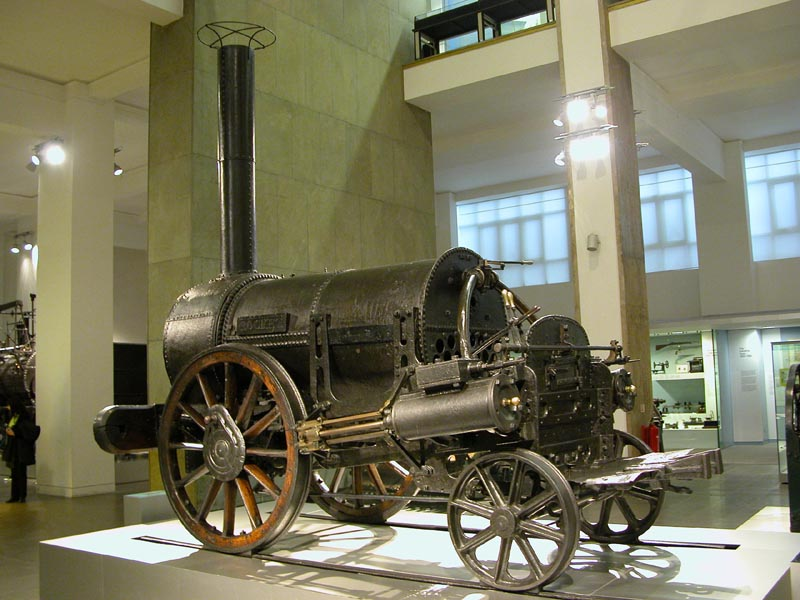
Az eredeti, később átalakított Rocket gőzmozdony Londonban

Stephenson Killingworth-ben végzett kísérleteivel megállapította, hogy a mozdony teljesítményének felét egy mindössze 1:260 arányú emelkedő leküzdésére használja fel, így arra a következtetésre jutott, hogy a vasutak nyomvonalát a lehető legmagasabban kell tartani. Ezt a tudást a Bolton és Leigh, valamint a Liverpool és Manchester közötti vasútvonal munkájánál használta fel, ezek során bevágások, töltések és kő viaduktok sorozatát építtette fel útvonaluk kiegyenlítése érdekében. A Liverpool–Manchester-vasútvonal (L&MR) eredeti útvonalának hiányos felmérése miatt, amelyet néhány érintett földtulajdonos ellenségeskedése okozott, Stephensonnak nehézségekkel kellett szembesülnie az eredeti törvényjavaslat parlamenti tárgyalása során, különösen Edward Hall Alderson keresztkérdései alatt. A törvényjavaslatot elutasították, ezután az új nyomvonalról szóló felülvizsgált törvényjavaslatot benyújtották, és egy következő ülésen elfogadták. A felülvizsgált vonal a Chat Moss, a mély tőzegláp átkelésének problémáját vetette fel, amelyet Stephenson a korában szokatlan eszközökkel győzött le, hatékonyan juttatva át a síneket az ingoványos területen. Az általa alkalmazott módszer hasonló volt ahhoz, amelyet John Metcalf használt, aki sok mérföldes utat épített át a Pennine-hegység mocsaraiban.
Amint az L&MR 1829-ben közeledett a vasútvonal befejezéséhez, az igazgatói nyilvános versenyt rendeztek, hogy eldöntsék, ki építheti meg a vonal mozdonyait. A híres Rainhilli mozdonypróba 1829 októberében zajlott 97 kilométeres távon. Stephensonén a Rocket nevű mozdonyukkal neveztek be, amelyet a versenyen elért teljesítménye híressé tett, és az 500 font értékű fődíjat is megnyerte. A máshol munkálatokat irányító Robert volt a felelős a Rocket részletes tervezéséért, bár állandó postai kapcsolatban állt apjával, aki sok javaslatot tett. Az egyik jelentős újítás, amelyet Henry Booth (az L&MR akkori pénztárosa, később jelentős vasúti mérnök) javasolt, a tűzcsöves kazán használata volt, amelyet még Marc Seguin francia mérnök talált fel, és hatékonyabb hőcserét eredményezett.
A Liverpool–Manchester-vasútvonal 1830. szeptember 15-i megnyitóján a kormány és az ipar jelentős alakjai vettek részt, köztük a miniszterelnököt, Wellington hercegét, és Esterházy Pál Antal nagykövetet. A nap nyolc vonat felvonulásával indult Liverpoolból. A felvonulást a Northumbrian nevű mozdony vezette George Stephenson vezetésével, majd a Phoenix  a fia irányításával, míg a North Start Gorge testvére, Robert és a Rocketet Joseph Locke segédmérnök irányította. A napot William Huskisson, Liverpool parlamenti képviselőjének halála árnyékolta be, akit a Rocket elütött. Stephenson vonattal szállította a sérült Huskissont Ecclesbe, aki ennek ellenére belehalt sérüléseibe. A tragédia ellenére a vasút hatalmas sikert aratott, Stephenson híressé vált, és számos más vasút főmérnöki pozícióját ajánlották fel neki.

## Gyermekei
George Stephensonnak két gyermeke született.
Robert 1803. október 16-án született. 1829. június 17-én feleségül vette Frances Sandersont, John Sanderson lányát. Robert gyermektelenül halt meg 1859-ben.
Lánya 1805-ben született, de hetekkel később meghalt.

## Fordítás
- Ez a szócikk részben vagy egészben  a   George Stephenson című angol Wikipédia-szócikk ezen változatának fordításán alapul.  Az eredeti cikk szerkesztőit annak laptörténete sorolja fel. Ez a jelzés csupán a megfogalmazás eredetét és a szerzői jogokat jelzi, nem szolgál a cikkben szereplő információk forrásmegjelöléseként.